# Kőmüves Géza
Kőmüves Géza (Nagyvárad, 1902. október 24. – Bukarest, 1983. március 7.) magyar újságíró, író, műfordító.

## Életútja
Szülővárosában érettségizett (1920). Magántisztviselő, 1930-tól újságíró a Nagyváradi Naplónál, majd a Brassói Lapoknál (1932–40). Újságírói munkáját 1944–45-ben a brassói román nyelvű Drum Nounál és a Népi Egységnél folytatta. 1945 és 1947 között a kolozsvári Igazság, 1947 és 1958 között pedig a Romániai Magyar Szó, ill. Előre főszerkesztő-helyettese.

## Írásai
- Új Kína születik (politikai publicisztika, párhuzamosan Ion Urcan román fordításában is, 1949)
- 6 nap Moszkvában (útinapló, 1956)
- Forgószélben (regény, 1966)

## Műfordításai
- Al. Sahia: Lázadás a kikötőben (elbeszélések, 1949)
- Gyemjan Bednij: Válogatott versek (1960)
- Constanța Bratu: Egy köténycsere története (komédia két képben, 1961)